# تينا وود
تينا وود (بالإنجليزية: Tina Wood)‏ هي مقدمة تلفزيونية بريطانية، ولدت في 16 مارس 1974 في بلاكبول في المملكة المتحدة.